# عمارت نیوبریج

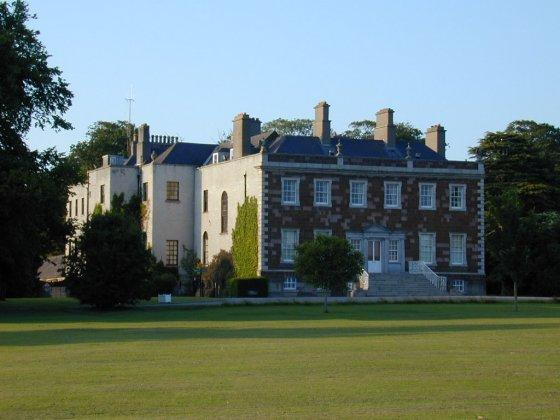
نمای عمارت نیوبریج

عمارت نیوبریج دمسن یک ملک و ساختمان گرجی متعلق به اوایل قرن هجدهم است که در شمال شهرستان دوبلین، ایرلند واقع شده است. این بنا در سال ۱۷۳۶ توسط چارلز کوبه، اسقف اعظم دوبلین ساخته شد و تا سال ۱۹۸۵ در مالکیت نوادگان کوبه باقی ماند. سپس توسط شورای شهرستان دوبلین، در یک اقدام منحصر به فرد، براساس اینکه به‌عنوان یک ملک خانوادگی باقی می‌ماند، خریداری شد.
عمارت نیوبریج با مساحت ۴۰۰ هکتار از پارک‌های نیمه درختی محسوب می‌شود، و یکی از بهترین نمونه‌های باقیمانده از معماری گرجستان است.

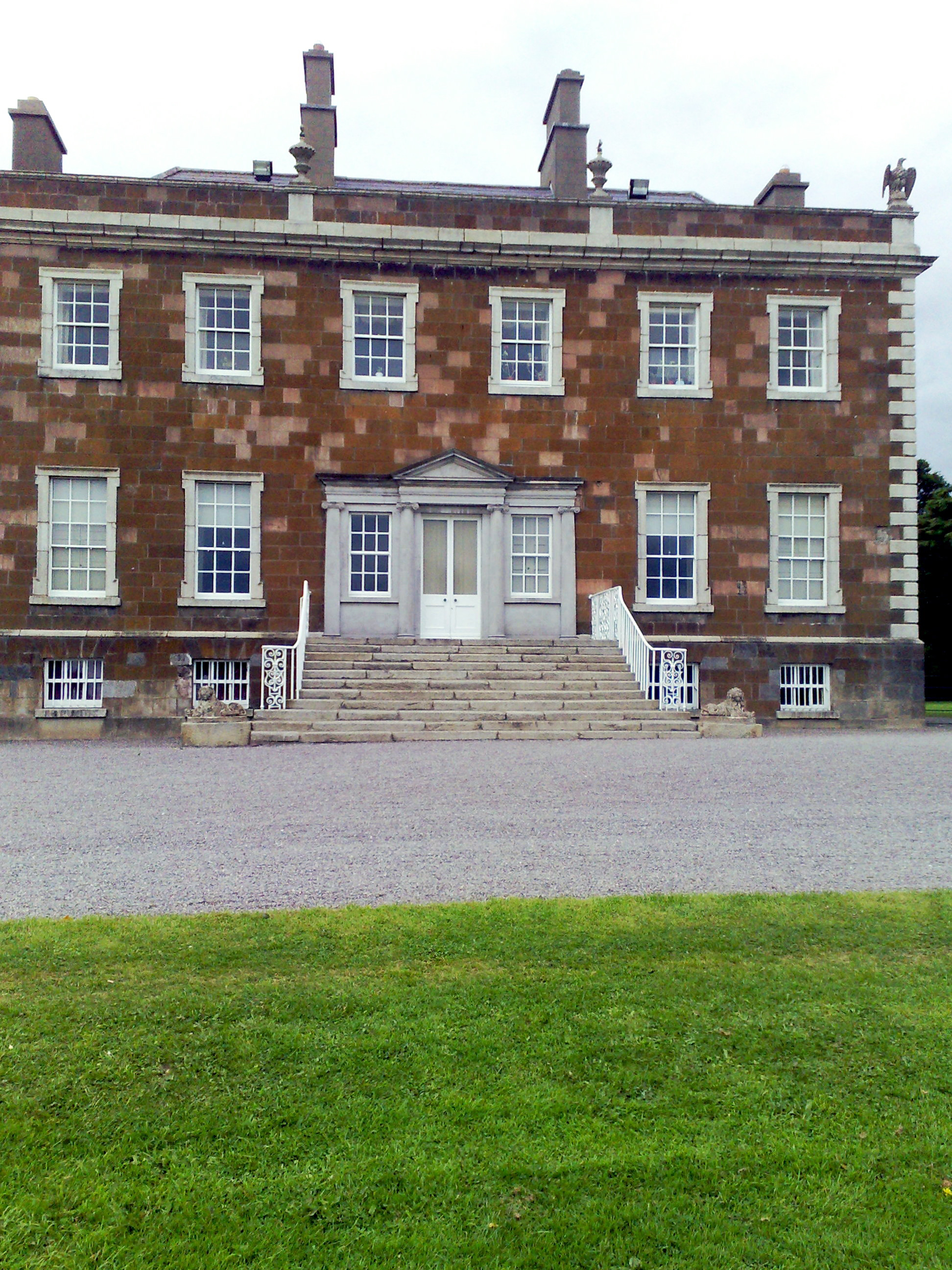
ورودی اصلی عمارت نیوبریج

## عمارت
عمارت نیوبریج توسط اسقف اعظم کوبه بین سالهای ۱۷۴۷ و ۱۷۵۲ براساس طرح معمار جیمز گیبس ساخته شد. نیوبریج هنوز هم بیشتر مبلمان اصلی خود را دارد. فضای داخلی شامل اتاق نشیمن قرمز، موزه کنجکاوی‌ها و گچ‌بری‌های پر آذینی است که در سرتاسر خانه یافت می‌شود. این خانه اکنون تورهای خانه و مزرعه را در کنار رویدادهای عمومی در طول سال ارائه می‌دهد.

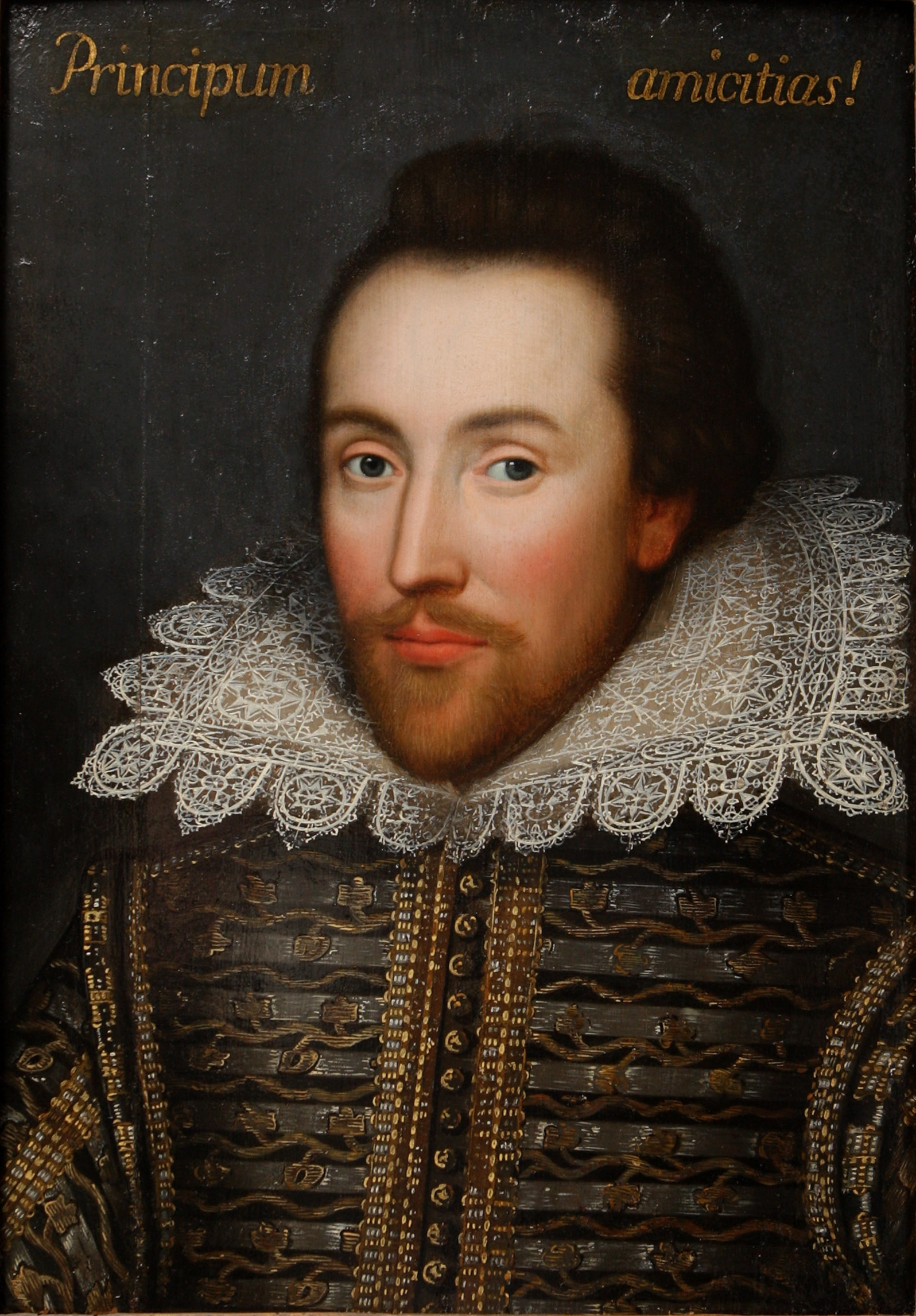
پرتره کوبه از ویلیام شکسپیر

## خانواده
از سال ۱۷۳۶ تا ۱۹۸۵، عمارت نیوبریج به عنوان خانه اجدادی خانواده کوبه خدمت می‌کرد.